# Sondergericht Prag
Das Sondergericht Prag wurde 1940 beim deutschen Landgericht Prag eingerichtet, wobei die Rechtsgrundlage die „Verordnung der Reichsregierung über die Bildung von Sondergerichten vom 21. März 1933“ bildete (RGBl. I 1933 Nr. 24 S. 136). Weitere Sondergerichte auf dem besetzten Gebiet der Tschechoslowakei wirkten in Eger (Cheb), Leitmeritz (Litoměřice), Troppau (Opava) und in Brünn (Brno).
Die Mitglieder der Senate des Sondergerichts kamen aus der Strafkammer beim Landgericht Prag. Die Kompetenz des Sondergerichts wurde laufend vergrößert, sodass es im Jahre 1943 für alle Straftaten mit Ausnahme von Spionage, Landes- und Hochverrat zuständig war, während die Ausnahmen vor dem so genannten Volksgerichtshof verhandelt wurden.

## Geschichte

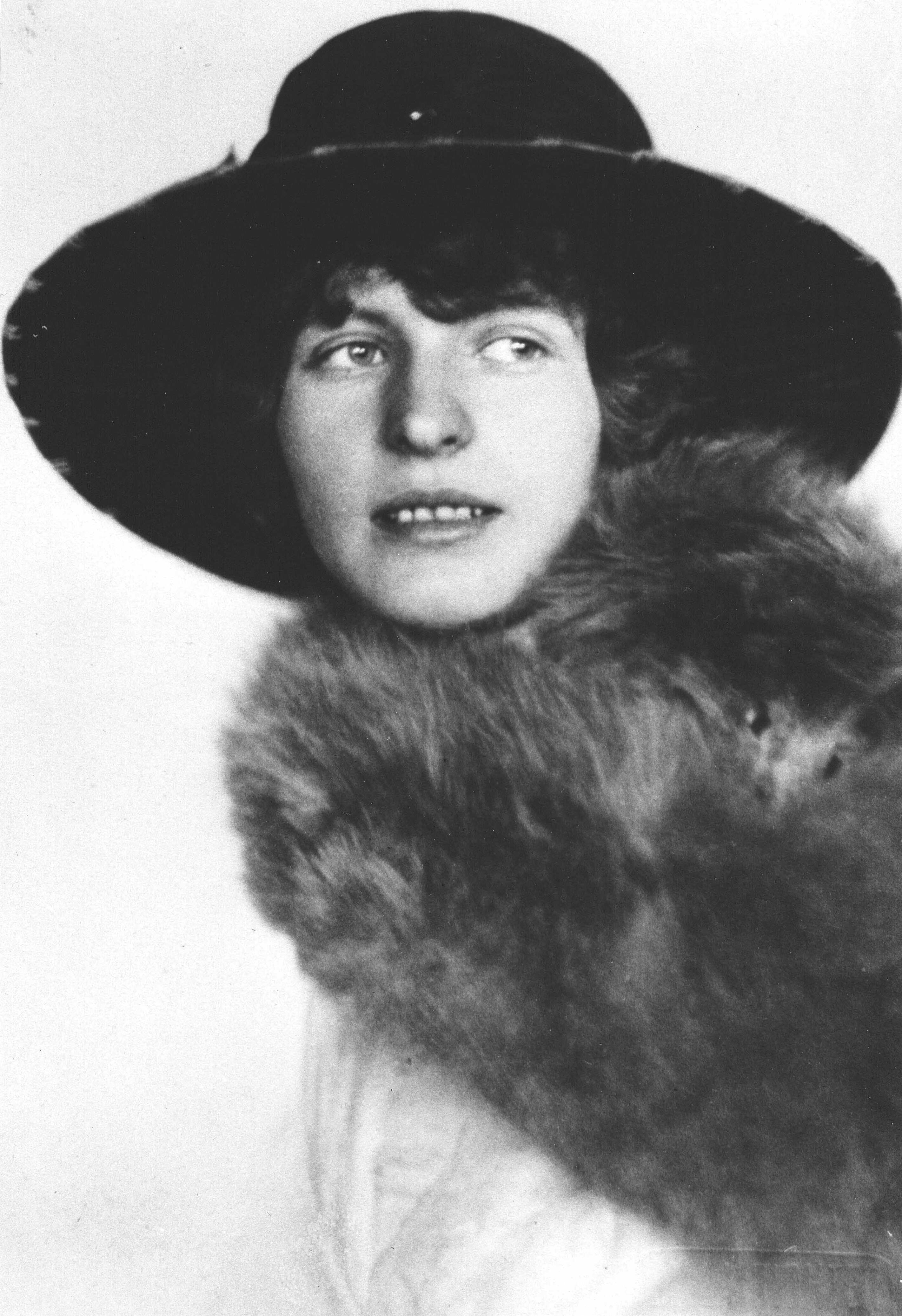
Marianne Golz-Goldlust wurde am 8. Oktober 1943 um 16:44 Uhr durch den Scharfrichter Alois Weiß mittels Fallbeil im Prager Gestapo-Gefängnis Pankrác hingerichtet.

Jahr für Jahr wuchs die Zahl der verhandelten Fälle beim Sondergericht Prag an:
- 1941 – etwa 0100 Fälle
- 1942 – etwa 1800 Fälle
- 1943 – etwa 2400 Fälle
- 1944 – etwa 2250 Fälle
- 1945 in den ersten vier Monaten – etwa 500 Fälle

Die Zahl der verurteilten Personen kann nicht mehr genau festgestellt werden. In manchen Fällen wurden 30 und mehr Personen angeklagt. Mit der Ausweitung der Kompetenzen des Sondergerichts wuchs auch die Zahl der Senate. 1944 gab es beim Sondergericht Prag bereits sechs Senate, wovon vier ständig tätig waren und zwei als außerordentliche Senate wirkten. Diese außerordentlichen Senate arbeiteten im so genannten „Schnellverfahren“, das sich auf zwei Tage beschränkte: den Tag der Verhaftung und den Tag der Verurteilung mit unverzüglich folgender Hinrichtung.
Die außerordentlichen Senate des Sondergerichts Prag verurteilten auch Einwohner von außerhalb Prags, um diese einzuschüchtern. In deutschen Kreisen wurden diese Prozesse als „Schauprozesse“ bezeichnet.

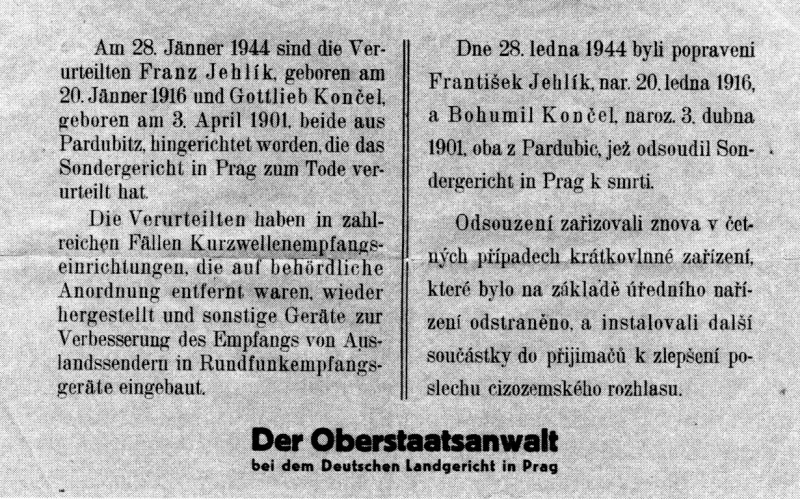
Zwei Todesurteile, 28. Jänner 1944

Die Senate des Sondergerichts bestanden aus drei Männern: einem Vorsitzenden und zwei beisitzenden Richtern. Von Ende 1943 an behandelten die Senate nur solche Fälle, bei denen der Staatsanwalt die Todesstrafe forderte, während in den verbleibenden Fällen ein Einzelrichter verhandelte.
Die Verhöre der verhafteten Personen wurden in politischen und wirtschaftlichen Sachen durch die Gestapo geführt. Später wurden die Verhöre in wirtschaftlichen Sachen von der Zollfahndungsstelle vorgenommen, die übrigen Sachen wurden der deutschen Kriminalpolizei übergeben. Die Protokolle wurden in deutscher Sprache verfasst. Die Übersetzungen bei den Verhören waren äußerst ungenau, da die Dolmetscher nicht alle Aussagen der Verhafteten genau übersetzten. Die Protokolle wurden dem „Oberstaatsanwalt beim deutschen Landgericht in Prag“ übergeben und fanden Aufnahme in die Urteilsbegründung.
Wurde während der Verhandlung die Richtigkeit des Protokolls bestritten, die Aussage widerrufen oder behauptet, dass die Aussagen erzwungen worden waren, wurde eine neue Untersuchung angeordnet und die Verhandlung vertagt. Allerdings legte dann der Angeklagte bei der neuen Verhandlung ein weitaus umfangreicheres „Geständnis“ ab und wagte nicht mehr, erneut zu widerrufen. Manchmal fand überhaupt keine neue Verhandlung mehr statt, weil der Verhaftete inzwischen durch die Gestapo zu Tode gefoltert worden war.
Die Urteile des Sondergerichts bestanden in langjährigen Freiheitsstrafen und häufig auch der Todesstrafe. In wirtschaftlichen Strafsachen und in politischen Fällen wurde neben der Verurteilung zu Haft bzw. des Todes die Beschlagnahme des Vermögens der Verurteilten verhängt. Bei leichten Wirtschaftsstraftaten wurde außer der Haftstrafe noch eine Geldstrafe verhängt. In manchen Fällen fiel noch eine Zahlung an die Staatskasse wegen des angefallenen Schadens statt. In allen Fällen verloren die Verurteilten ihre bürgerlichen Ehrenrechte. Die Verurteilten hatten des Weiteren für die Kosten des Verfahrens, die Kosten der Untersuchungshaft und der Gefängnishaft aufzukommen.
Die Urteile traten unmittelbar mit ihrer Verkündung in Kraft. Sie waren praktisch unwiderruflich und wurden sofort vollzogen, bei den Todesurteilen der beiden Schnellkammern meist noch am selben Tag oder am Folgetag. Das einzige „Berufungsmittel“ bestand im so genannten Wiederaufnahmeverfahren. Aber dieses Rechtsmittel wurde fortwährend erschwert und zum Ende der deutschen Besetzung des Protektorats nicht mehr ausgeübt. Die zum Tode Verurteilten konnten noch ein Gnadengesuch einreichen, das von den Verurteilten in der Haft selber geschrieben werden musste. Den Verteidigern wurde das Einreichen von Gnadengesuchen im Laufe der Jahre ständig erschwert und bei politisch Verurteilten sogar untersagt. Außerdem bestand auch bei Todesurteilen die Möglichkeit sogenannter Interventionen, die an das Amt des Reichsprotektors / Gruppe Justiz (ab 1943: Deutsches Staatsministerium / Abteilung Justiz) gerichtet werden konnten. Gnadengesuche und Interventionen wurden dort in einem mehrstufigen Verfahren bearbeitet, sie gingen über insgesamt vier oder fünf Schreibtische, ihr Erstbearbeiter war Franz Nüßlein. Die Entscheidung über Gnadengesuche fiel zuerst in Berlin durch den Reichsjustizminister, ab 1943 in Prag durch den Reichsprotektor, jeweils mit Ausnahme der Fälle, die Hitler an sich zog.
Anfangs wurden die Todesurteile der Sondergerichte von Prag und Brünn (Brno) in Dresden vollstreckt, danach ab Frühjahr 1943 in Prag-Pankrác. In der ersten Phase der Verurteilungen zum Tode erfolgte die Hinrichtung einhundert Tage nach der Verkündung des Urteils, dann wurde diese Frist auf neun und später auf sechs Wochen verkürzt. Bei den „Schnellverfahren“ und nach den „Schauprozessen“ wurden die Urteile binnen 24 Stunden nach der Verkündung und manchmal unmittelbar nach der Verkündung vollstreckt.
Über die Vollstreckung jeder Hinrichtung wurde ein Protokoll verfasst, in dem der Name des Hingerichteten und die Namen der anwesenden Amtspersonen aufgeführt war. Auch die Uhrzeit der Hinrichtung und die Dauer der Hinrichtung wurde aufgenommen. Neben dem Scharfrichter und seinen drei Gehilfen waren ein Staatsanwalt und der Leiter der Hinrichtung anwesend. Als Scharfrichter beim Landgericht Prag diente der von der zuständigen Reichsbehörde in München zugeteilte ständige Scharfrichter Alois Weiß vom 2. Februar 1943 bis zum 26. April 1945. Das erste Todesurteil vollstreckte Weiß am 5. April 1943 an dem 48-jährigen Wenzel Zabransky.
Über jede Strafsache wurde ein umfangreiches Urteil verfasst. Von 1944 an untersagte die deutsche Generalstaatsanwaltschaft, den Verurteilten schriftliche Ausfertigungen des Urteils auszuhändigen. Das Urteil durfte nur den Verteidigern übergeben werden, wenn der Verteidiger nach ordentlicher Begründung wegen des Gesuchs eines Wiederaufnahmeverfahrens tätig wurde. Der Wortlaut des Urteils musste geheim gehalten werden. Auch die Verhandlung in politischen Sachen wurde als geheim behandelt. Selbst die nächsten Verwandten durften der Verhandlung nicht beiwohnen und durften auch nicht den Termin der Verhandlung erfahren.

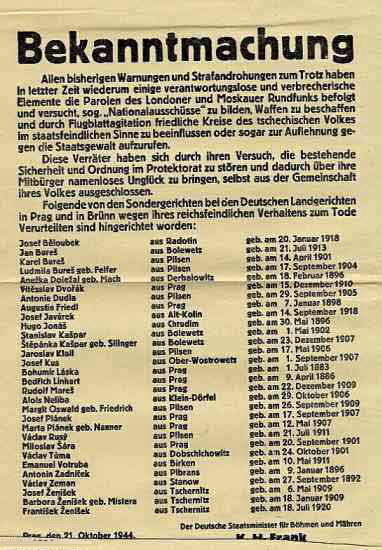
Dreißig Todesurteile 21. Oktober 1944

## Zusammensetzung der Senate des Sondergerichts Prag
Präsident: Landgerichtspräsident Hubert Pieper
- I. Strafkammer

Vorsitzender: Frey

Stellvertretender Vorsitzender: Walter Eisele

Beisitzende Richter: 1. Ahne, 2. Strach, 3. stellvertretender Beisitzer: Nemetz

Zuständigkeit: Unbefugter Waffenbesitz, unerlaubter Rundfunkempfang und größere Fälle von Vergehen gegen § 1 der Kriegswirtschaftsverordnung

Staatsanwälte: Kurt Blaschtowitschka, Fuchs, Wolfgang von Zeynek
- II. Strafkammer

Vorsitzender: Amtsgerichtsdirektor Arthur Otto Riechelmann

Beisitzende Richter: 1. Littmann, 2. Erwin Albrecht

Wenn Littmann den Gerichtspräsidenten Pieper vertrat, wurde Landgerichtsrat Michael Einwangen als zweiter beisitzender Richter zugeteilt.

Zuständigkeit: Handlungen gegen das Besatzungsregime

Staatsanwälte: Wolfgang von Zeynek, Erich Blackert, Müschen
- III. Strafkammer

Vorsitzender: Kurt Bellmann

Stellvertretender Vorsitzender: Johann Dannegger

Beisitzende Richter: 1. Narath, 2. Grund, 3. Pieconka, 4. Ahne

Zuständigkeit: alle politischen Fälle

Staatsanwälte: Josef Törnig, Kurt Blaschtowitschka

- IV. Strafkammer

Vorsitzender: Johann Dannegger

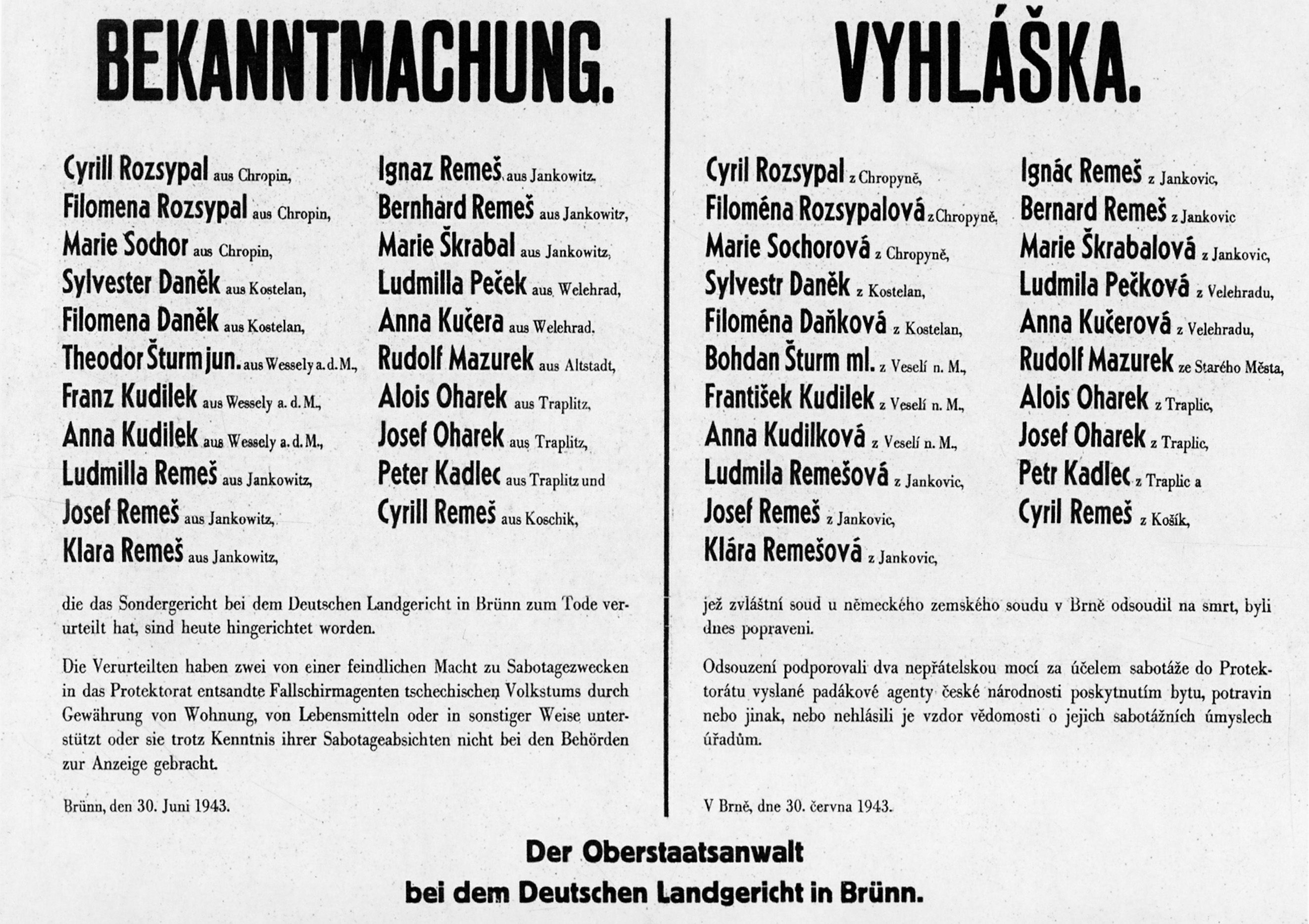
21 Todesurteile vom Sondergericht Brünn, vollstreckt am 30. Juni 1943

Beisitzende Richter: 1. Erwin Albrecht, Littmann

Zuständigkeit: Schwere Fälle der Kriegswirtschaftssabotage mit mehreren Angeklagten

Staatsanwälte: Erich Blackert, Fuchs, Wolfgang von Zeynek

- V. Strafkammer (so genannte „Schnellkammer“)

Vorsitzender: Johann Dannegger

Beisitzende Richter: 1. Narath, 2. Grund

Stellvertretende Beisitzer: Pieconka, Ahne

Zuständigkeit: politische Morde, Erschießungen oder Überfälle von Angehörigen der Wehrmacht, einzelner Wachen zur Nachtzeit oder von deutschen zivilen Amtspersonen

Staatsanwälte: Kurt Blaschtowitschka, Josef Törnig, Fuchs
- VI. Strafkammer (so genannte „Schnellkammer“)

Vorsitzender: Frey oder Kurt Bellmann oder Johann Dannegger

Beisitzende Richter: 1. Narath, 2. Grund

Zuständigkeit: Politische Aktionen gegen das Deutsche Reich, illegale Tätigkeit, Partisanentätigkeit, Waffenbesorgung für Partisanen, Gewährung einer Unterkunft für geflohene russische Gefangene und illegal lebender Personen

Staatsanwälte: Blaschtowitschka, Fuchs

Weitere Richter, die am Deutschen Sondergericht Prag tätig waren:
- Ludwig Berner, Beisitzer im Sondergericht I beim deutschen Landgericht Prag
- Heinrich Hallbauer, Landgerichtsrat
- Erich Happe,[6] Amtsgerichtsrat
- Robert Hartmann,[7] im Jahr 1941 Vorsitzender der 1. Strafkammer, 1943/44 Vorsitzender der 4. Strafkammer
- Hans Heine, Amtsgerichtsrat[8]
- Bruno Höhne[9], Amtsgerichtsrat
- Eberhard Littmann[10], Landgerichtsrat
- Fritz Littmann[11], Landgerichtsrat
- Alois Raab[12], Amtsgerichtsrat
- Maximilian Ronke[13], Oberlandesgerichtsrat
- Wilhelm Weinelt[14], Landgerichtsrat

### Am Sondergericht Prag tätige Ankläger
Unter den am Sondergericht Prag tätigen Staatsanwälten waren:
- Erich Blackert
- Kurt Blaschtowitschka
- Kurt Hennecke
- Erich Liß[15]
- Franz Ludwig
- Curt Martin[16]
- Rudolf Pfleiderer
- Karl Pörtl
- Alois Prebeck
- Hans Rehder-Knöspel[17]
- Rudolf Reuter[18]
- Werner Rhode
- Erich Splettstösser[19]
- Josef Törnig[20]
- Wolfgang von Zeynek

## Nachkriegs-Lebenswege der Juristen des Sondergerichts Prag
| Nr. | Name                           | Titel                 | Funktion | Vorwurf | Nachkriegsvita |
| 1   | Ahne                           | Richter               | Beisitzender Richter der 1. und der 3. Strafkammer, Stellvertretender Beisitzer der 5. Strafkammer                    | | Nicht bekannt |
| 2   | Erwin Albrecht                 | Landgerichtsrat       | beisitzender Richter der 2. Strafkammer                                                                               | Mitwirkung an mindestens 31 Todesurteilen nachgewiesen                                                              | Kriegsverbrecherliste der ČSR Nr. A/38/61; auch auf der Kriegsverbrecherliste der United Nations War Crimes Commission aufgeführt. Von 1945 bis 1948 als Anwalt und Kaufmann in Saarbrücken tätig, danach Syndikus und Geschäftsführer der Kassenärztlichen Vereinigung des Saarlands, außerdem Geschäftsführer des Verbands der Freien Berufe. Er trat der saarländischen CDU bei und wurde 1955 in den Landtag des Saarlandes gewählt. Bis zur Wiedervereinigung des Saarlandes mit Westdeutschland vertrat er das Saarland in der Beratenden Versammlung des Europarats. Ab 1957 Vorsitzender der CDU-Landtagsfraktion. Von 1957 bis 1960 Vorsitzender des Rundfunkrats beim Saarländischen Rundfunk. Von der DDR an die westdeutschen Behörden übermittelte Justizakten aus der NS-Zeit enthielten Hinweise auf Albrechts mögliche Beteiligung an Justizverbrechen. Als diese Vorwürfe publik wurden, schloss ihn die CDU am 6. Dezember 1958 aus ihrer Landtagsfraktion aus. Vom 25. Februar 1959 bis zum Ende der Legislaturperiode (1960) war er Gast der DPS-Fraktion. In den Jahren 1959 bis 1962 wurde Albrecht durch Kopien nationalsozialistischer Justizakten, die im Rahmen der Wanderausstellung „Ungesühnte Nazijustiz“ in vielen deutschen Städten präsentiert wurden, schwer belastet. Im Frühjahr 1960 erstatteten die Organisatoren der Ausstellung im Namen des Sozialistischen Deutschen Studentenbunds (SDS) und parallel dazu der tschechoslowakische Verband antifaschistischer Widerstandskämpfer Strafanzeige gegen Albrecht wegen des Verdachts auf Rechtsbeugung in Tateinheit mit Totschlag. Seine politische Immunität als Landtagsabgeordneter wurde am 13. Juni 1960 aufgehoben. Das Strafverfahren gegen ihn wurde von der Staatsanwaltschaft Saarbrücken eingestellt. |
| 3   | Kurt Bellmann                  | Landgerichtsdirektor  | vorsitzender Richter der 3. und der 6. Strafkammer                                                                    | Mitwirkung an mehr als 110 Todesurteilen nachgewiesen                                                               | Kriegsverbrecherliste der ČSR Nr. A-38/62. Am 25. Juli 1946 wurde Bellmann den Behörden in Pilsen übergeben, danach kam er nach Prag in das Gefängnis Pankrác. In der damaligen Gerichtsverhandlung über seine Tätigkeit am Sondergericht Prag konnte ihm seine Mitwirkung an vier Todesurteilen durch Aktenfunde nachgewiesen werden. Er wurde zu lebenslanger Haft verurteilt, die er in einem Gefängnis in Pilsen antrat. Im Jahre 1955 wurde Bellmann in die Bundesrepublik Deutschland als nichtamnestierter Kriegsverbrecher überstellt. Ab dem 19. März 1956 war Bellmann am Landgericht Hannover als Landgerichtsdirektor tätig. Im Jahre 1960 nahm die Staatsanwaltschaft des Landgerichts Hannover aufgrund von Vorwürfe gegen Bellmann in verschiedenen Schriften der DDR und der Tschechoslowakei Vorermittlungen gegen ihn auf. Das Verfahren wurde eingestellt. Im Juli 1962 hatte Bellmann als einer von 21 niedersächsischen Richtern und Staatsanwälten den Justizdienst verlassen. |
| 4   | Ludwig Berner                  | Landgerichtsrat       | Beisitzender Richter der 1. Strafkammer                                                                               | Mitwirkung an mindestens zehn Todesurteilen nachgewiesen                                                            | Die Entnazifizierungspruchkammer Bamberg-Stadt stufte Berner am 29. September 1947 in die Kategorie IV („Mitläufer“) ein. Diese Einstufung bestätigte die Berufungskammer Ansbach am 2. März 1948 und reduzierte zugleich die Sühneleistung, die die Spruchkammer Bamberg-Stadt Berner auferlegt hatte. Damit war Berner praktisch rehabilitiert. Von September 1948 bis Juni 1952 war Berner als Landgerichtsrat am Landgericht Bamberg tätig; im Juli 1952 wurde er Oberstaatsanwalt bei der Bundesanwaltschaft am Bundesgerichtshof. Zum Bundesanwalt wurde Berner jedoch nicht befördert, nachdem 1960 tschechoslowakische Behörden Berners Tätigkeit am Sondergericht Prag aufgedeckt hatten. Nachdem Berner sich zunächst jahrelang vergeblich darum bemüht hatte, seine Karriere fortzusetzen, stellte er schließlich mehrere Anträge auf Versetzung in den Ruhestand und leistete nur noch Dienst nach Vorschrift, was ihn in Konflikte mit seinem unmittelbaren Vorgesetzten, dem Bundesanwalt Max Kohlhaas, brachte. Schließlich beantragte Berner ein Disziplinarverfahren gegen sich selbst und erhob, als dieses nicht eingeleitet wurde, eine Verfassungsbeschwerde, die 1976 abgelehnt wurde. Berner ging mit Erreichen der Altersgrenze im Jahr 1977 in den Ruhestand. |
| 5   | Erich Blackert                 | Staatsanwalt          | Staatsanwalt der 2. Strafkammer                                                                                       | | Blackert wurde an die ČSR ausgeliefert Er kam bei der Amnestie von 1954/55 frei und in die Bundesrepublik. Offenbar wurde Blackert am 28. Februar 1959 zum Regierungsrat im Bereich des Hessischen Ministers für Wirtschaft und Verkehr, Straßenbauverwaltung, ernannt. Blackert wurde 1965 zu Franz Nüßlein vernommen. |
| 6   | Kurt Blaschtowitschka          | Staatsanwalt          | Staatsanwalt der 1., 3., 5. und 6. Strafkammer                                                                        | Mitwirkung an 120 Todesurteilen nachgewiesen                                                                        | Blaschtowitschka wurde vor dem Mimořádný lidový soud v Praze („Außerordentlichen Volksgerichtshof in Prag“) angeklagt, nach dem Velký retribuční dekret („Großen Vergeltungsdekret“) zum Tode verurteilt und am 14. September 1945 in Prag-Pankraz öffentlich durch den Strang hingerichtet. |
| 7   | Johann Dannegger               | Landgerichtsrat       | Vorsitzender Richter der 4., 5. und 6. Strafkammer und stellvertretender Vorsitzender der 3. Strafkammer              | Mitwirkung an mindestens 29 Todesurteilen                                                                           | Kriegsverbrecherliste der ČSR Nr. A-38/64, auch im „Alphabetical index of war criminals“ der United Nations War Crimes Commission aufgelistet. Nach kurzzeitiger Beschäftigung bei verschiedenen Rechtsanwälten war er seit dem 5. November 1948 als Hilfsrichter im Oberlandesgerichtsbezirk Hamm tätig. Zum 1. April 1951 kam er als Amtsgerichtsrat an das Amtsgericht Wiedenbrück. Mit Wirkung vom 1. Mai 1953 wurde er zum Oberamtsrichter befördert. Bis zu seiner vorzeitigen Pensionierung im Mai 1961 war er in Wiedenbrück als Oberamtsrichter tätig. |
| 8   | Walter Eisele                  | Richter               | stellvertretender Vorsitzender der 1. Strafkammer                                                                     | Mitwirkung an 32 Todesurteilen                                                                                      | Kriegsverbrecherliste der ČSR Nr. A-38/65, auch im „Alphabetical index of war criminals“ der United Nations War Crimes Commission aufgelistet. Nach seiner Internierung wurde Eisele von US-Behörden an die Tschechoslowakei ausgeliefert. Das Kreisstrafgericht Prag verurteilte ihn am 27. Januar 1948 zu fünf Jahren Haft. Zu diesem Zeitpunkt lagen dem Prager Gericht noch keine Akten über Eiseles Tätigkeiten am Sondergericht Prag vor. Nach seiner Haft wurde er aus der Tschechoslowakei ausgewiesen. Er wurde Oberlandesgerichtsrat am Oberlandesgericht Stuttgart. Von der DDR an die westdeutschen Behörden übermittelte Justizakten aus der NS-Zeit enthielten Hinweise auf eine mögliche Beteiligung an Justizverbrechen. Durch die Wanderausstellung „Ungesühnte Nazijustiz“, die Kopien nationalsozialistischer Justizakten in den Jahren 1959–1962 in vielen deutschen Städten ausstellte, wurden die Unterlagen auch einer breiteren Öffentlichkeit zugänglich. Die Strafverfolgungsbehörden wurden jedoch erst tätig, als Eisele durch Ermittlungen in einem anderen Fall belastet wurde. Im Jahre 1959 leitete die Generalstaatsanwaltschaft Karlsruhe Vorermittlung ein. Im Frühjahr 1960 erstattete der tschechoslowakische Verband antifaschistischer Kämpfer formell Anzeige gegen Eisele. Der Vorwurf lautete auf Rechtsbeugung in Tateinheit mit Totschlag. Die Ermittlungen wurden jedoch bald eingestellt. Die Strafverfolgungsbehörden sahen sich außerstande, Eisele den Vorsatz zur Rechtsbeugung nachzuweisen. Eisele übte sein Amt bis zu seiner Pensionierung im Juli 1962 aus. |
| 9   | Michael Einwag oder Einwangen  | Landgerichtsrat       | zweiter beisitzender Richter der 2. Strafkammer                                                                       | | Nicht bekannt |
| 10  | Frey                           | Richter               | vorsitzender Richter der 1. und der 6. Strafkammer                                                                    | | Nicht bekannt |
| 11  | Fuchs                          | Staatsanwalt          | Staatsanwalt der 1., der 5. und der 6. Strafkammer                                                                    | | Nicht bekannt |
| 12  | Grund                          | Landgerichtsrat       | beisitzender Richter der 3., der 5. und der 6. Strafkammer                                                            | | Nicht bekannt |
| 13  | Heinrich Hallbauer             | Landgerichtsrat       | | Mitwirkung an mindestens acht Todesurteilen                                                                         | Kriegsverbrecherliste der ČSR Nr. S–8/32. Um das Kriegsende herum geriet Hallbauer in britische Gefangenschaft, aus der er bereits im Juli 1945 wieder entlassen wurde. Bereits ab 1947 war Hallbauer wieder Richter in Hamburg. Er wurde Landgerichtsrat und -direktor am Landgericht Hamburg. Als beisitzender Richter war Hallbauer am Beschluss des Landgerichts Hamburg vom 19. April 1949 beteiligt, mehrere Ärzte, die im Rahmen einer nationalsozialistischen „Euthanasie“-Aktion Kinder getötet hatten, außer Verfolgung zu setzen. |
| 14  | Erich Happe                    | Amtsgerichtsrat       | | | Kriegsverbrecherliste der ČSR Nr. A-38/68. 1960er Jahre: Oberamtsrichter am Amtsgericht Duisburg |
| 15  | Robert Hartmann                | Gerichtsrat           | Vorsitzender Richter der 1. Strafkammer (1941) und der 4. Strafkammer (1943/1944)                                     | Mitwirkung an mindestens 21 Todesurteilen des Sondergerichts Prag; an weiteren Todesurteilen des Volksgerichtshofes | Kriegsverbrecherliste der ČSR Nr. A-38/69. Nach dem Zweiten Weltkrieg wurde Hartmann Leiter des Amtsgerichts Königswinter. Um 1960 war er dort Oberamtsrichter. Im Jahr 1961 ging Hartmann vorzeitig in Pension. |
| 16  | Hans Heine                     | Amtsgerichtsrat       | Beisitzer in allen Kammern sowie Ersatzmitglied der fliegenden Kommission des so genannten „Schnellen Sondergerichts“ | Mitwirkung an 46 Todesurteilen nachgewiesen                                                                         | Kriegsverbrecherliste der ČSR Nr. A-38/70. Nach 1945 Amtsgerichtsrat in Duisburg. Im Mai 1961 vorzeitig pensioniert. |
| 17  | Kurt Hennecke                  | Staatsanwalt          | | | Nach 1945 Rechtsanwalt, später Senatspräsident beim Landessozialgericht Niedersachsen-Bremen in Celle. |
| 19  | Bruno Höhne                    | Amtsgerichtsrat       | | | von Mai bis September 1945 war Höhne in Gefangenschaft. In den Jahren 1950 und 1951 war Höhne Dezernent beim Versorgungsamt Düsseldorf. 1952 wurde Höhne zum Regierungsrat ernannt. Er wurde in den 1950er Jahren Sozialgerichtsrat. |
| 20  | Erich Liß (oder Lis oder Liss) | Staatsanwalt          | | | Ende der 1960er Jahre Sozialgerichtsrat beim Sozialgericht in Düsseldorf |
| 21  | Eberhard Littmann              | Landgerichtsrat       | Vorsitzender der 2. Strafkammer und Beisitzer in der 6. Strafkammer                                                   | Mitwirkung an mindestens einem Todesurteil nachgewiesen                                                             | Von Juni 1959 bis Juli 1974 Bundesrichter am Bundesfinanzhof in München. |
| 22  | Fritz Littmann                 | Landgerichtsrat       | stellvertretender Vorsitzender                                                                                        | Mitwirkung an zahlreichen Todesurteilen                                                                             | Nach Kriegsende geriet Fritz Littmann in sowjetische Gefangenschaft. Nach seiner Entlassung zog er in die Bundesrepublik, wo er sich als „Dr. Ludwig“ ausgab und als „Heimatvertriebener“ anerkannt wurde. 1961 leitete die Staatsanwaltschaft Nürnberg-Fürth ein Ermittlungsverfahren gegen Littmann wegen seiner Mitwirkung an Todesurteilen des Sondergerichts Prag ein, das 1963 eingestellt wurde. 1988 wurden die Ermittlungen im Rahmen eines Sammelverfahrens der Staatsanwaltschaft Bremen gegen Richter, Staatsanwälte und sonstige Justizangestellte wegen Mordverdachts auf dem Gebiet der ČSR wieder aufgenommen; 1992 wurde auch dieses Verfahren eingestellt. |
| 23  | Franz Ludwig                   | Oberstaatsanwalt      | | Mitwirkung an zahlreichen Todesurteilen                                                                             | Kriegsverbrecherliste der ČSR Nr. A-6/302; auch im „Alphabetical index of war criminals“ der United Nations War Crimes Commission aufgelistet. Ab 1945 als Staatsanwalt in Düsseldorf tätig. Im März 1961 ging er in Pension. |
| 24  | Curt Martin                    | Staatsanwalt          | | | Amtsgerichtsdirektor in Bitburg |
| 25  | Müschen                        | Staatsanwalt          | Staatsanwalt der 2. Strafkammer                                                                                       | | Nicht bekannt |
| 26  | Narath                         | Landgerichtsrat       | beisitzender Richter der 3., der 5. und der 6. Strafkammer                                                            | | Nicht bekannt |
| 27  | Nemetz                         | Landgerichtsrat       | stellvertretender Beisitzer der 1. Strafkammer                                                                        | | Nicht bekannt |
| 28  | Odehnal                        | Landgerichtsrat       | beisitzender Richter der 4. Strafkammer                                                                               | | Nicht bekannt |
| 29  | Rudolf Pfleiderer              | Staatsanwalt          | | Mitwirkung an mindestens sechs Todesurteilen                                                                        | Kriegsverbrecherliste der ČSR, Nr. nicht bekannt. Im April 1945 geriet Pfleiderer in Gefangenschaft. Nach seiner Entlassung bewarb er sich um eine Einstellung in den niedersächsischen Justizdienst. Sein Entnazifizierungsverfahren endete mit seiner Einstufung in die Kategorie IV („Mitläufer“). Die für Niedersachsen zuständigen britischen Militärbehörden lehnten 1946 Pfleiderers Wiedereinstellung in den Justizdienst zunächst unter Hinweis auf seine Tätigkeit am Sondergericht Brünn und auf seine frühere NSDAP-Mitgliedschaft ab. Daraufhin arbeitete Pfleiderer vorübergehend als Hilfsarbeiter und Flurhüter auf einem landwirtschaftlichen Staatsgut in der Nähe von Hannover. Pfleiderer beantragte die Überprüfung seines ersten Entnazifizierungsbescheides und erhielt im August 1948 die Einstufung in die Kategorie V („Entlasteter“). Im März 1949 wurde er Staatsanwalt am Landgericht Verden. 1958 wurde er dann Erster Staatsanwalt beim Oberlandesgericht (OLG) Celle, und 1965 wurde er zum Oberstaatsanwalt befördert. Der „Verband der Antifaschistischen Widerstandskämpfer der Tschechoslowakei“ erstattete 1960 Strafanzeige unter anderem auch gegen Pfleiderer. Seine Beteiligung an mindestens sechs Todesurteilen konnten ihm nachgewiesen werden. Zwar wurde in Deutschland ein Ermittlungsverfahren gegen Pfleiderer eröffnet, das aber noch im gleichen Jahr wieder eingestellt wurde und keine dienstrechtlichen Konsequenzen hatte. |
| 30  | Pieconka                       | Landgerichtsrat       | beisitzender Richter der 3. Strafkammer, Stellvertretender Beisitzer der 5. Strafkammer                               | | Nicht bekannt |
| 31  | Karl Pörtl (oder Poertl)       | Staatsanwalt          | | Mitwirkung an mindestens 30 Todesurteilen                                                                           | Kriegsverbrecherliste der ČSR Nr. A-6/326. Bei Kriegsende 1945 gelang Pörtl die Flucht in die Oberpfalz, wo er mit seiner Familie zusammentraf, mit der er sich zunächst in Eschenbach niederließ. Pörtl wurde zunächst Richter in Nürnberg und war dann ab dem Jahr 1960 bis zu seiner Pensionierung Senatspräsident am Landessozialgericht München. Die Staatsanwaltschaft beim Landgericht München I ermittelte im Jahr 1960 gegen Pörtl wegen seiner möglichen Beteiligung an Justiz-Verbrechen. Die Generalstaatsanwaltschaft Karlsruhe führte Anfang der 1960er Jahre Ermittlungen gegen den Oberregierungsrat Walter Eisele, die unter anderem auch den ehemaligen Prager Staatsanwalt Pörtl betrafen. Dass die Münchener Boulevardpresse die gegen Pörtl erhobenen Vorwürfe aufgriff, verhinderte seine Berufung an das Bundessozialgericht in Kassel. Pörtl ging vorzeitig in den Ruhestand. |
| 32  | Alois Prebeck                  | Landgerichtsrat       | Staatsanwalt | Mitwirkung an mehreren Todesurteilen                                                                                | Kriegsverbrecherliste der ČSR Nr. A-38/85; auch im „Alphabetical index of war criminals“ der United Nations War Crimes Commission aufgelistet. Nach dem Krieg Amtsgerichtsrat am Amtsgericht in Amberg. |
| 33  | Alois Raab                     | Amtsgerichtsrat       | | | Nach 1945 Landgerichtsrat in Kleve |
| 34  | Hans Rehder-Knöspel            | Erster Staatsanwalt   | | Mitwirkung an mindestens 59 Todesurteilen                                                                           | Rehder-Knöspel amtierte nach 1945 als Staatsanwalt in Heidelberg und Mannheim. Am 16. März 1959 wurde ein Ermittlungsverfahren gegen ihn wegen seiner Tätigkeit am Sondergericht Prag eingeleitet. Der Karlsruher Generalstaatsanwalt Albert Woll, der seinerseits vor Mai 1945 am Sondergericht Mannheim tätig gewesen war, bewahrte nach 1945 viele NS-belastete Richter und Staatsanwälte seines Geschäftsbereichs vor strafrechtlicher Ahndung. Davon profitierte auch Rehder-Knöspel; das Verfahren gegen ihn wurde im Juni 1961 eingestellt. |
| 35  | Rudolf Reuter                  | Staatsanwalt          | | | Kriegsverbrecherliste der ČSR Nr. A-38/87. Nach 1945 leitender Oberstaatsanwalt in Wuppertal. |
| 36  | Werner Rhode                   | Staatsanwalt          | | Mitwirkung an mindestens 28 Verfahren des Sondergerichts Prag, von denen viele mit einem Todesurteil endeten        | Kriegsverbrecherliste der ČSR Nr. A 38/88. Bereits im Januar 1946 war Rhode für die Staatsanwaltschaft am Landgericht Kiel tätig, als Hilfsarbeiter im Rang eines Staatsanwalts zur Wiederverwendung. Am 15. April 1947 nahm die britische Militärverwaltung in Schleswig-Holstein Rhode jedoch fest und überstellte ihn an die tschechoslowakischen Behörden. Vor dem Kreisstrafgericht Prag wurde gegen Rhode Anklage erhoben wegen des Verdachts seiner Beteiligung an nationalsozialistischen Justizverbrechen. In seinem Urteil vom 13. Januar 1948 sprach das tschechische Gericht Rhode von diesem Vorwurf frei. Rhode wurde aus der Untersuchungshaft entlassen und kehrte nach Deutschland zurück. Am 8. März 1948 trat Rhode wieder seinen Dienst bei der Staatsanwaltschaft am Landgericht Kiel an. Am 19. April 1948 wurde er zum planmäßigen Staatsanwalt ernannt. Ab dem 15. Juli 1954 war Rhode Erster Staatsanwalt in Kiel. Nur ein halbes Jahr später, am 9. Februar 1955, wechselte er als Oberregierungsrat in das schleswig-holsteinische Justizministerium. Im Jahr 1958 wurde Rhodes Name auf der vom ostdeutschen „Ausschuss für Deutsche Einheit“ präsentierten „Liste von 600 Nazijuristen im Dienste Adenauers“ genannt. Am 17. November 1958 erhob im britischen Unterhaus der Labour-Abgeordnete Arthur Lewis Vorwürfe gegen den westdeutschen Umgang mit NS-Justizverbrechen und erwähnte Rhode namentlich als einen nationalsozialistisch belasteten Juristen. Am 2. Januar 1960 bezog Rhode in einer dienstlichen Erklärung Stellung zu den gegen ihn erhobenen Vorwürfen. Rhode sah sich durch den Freispruch des tschechischen Gerichts vollständig entlastet – allerdings waren seit dem Prager Freispruch mehrere weitere Unrechtsurteile des deutschen Sondergerichts Prag bekanntgeworden, an denen Rhode als Ankläger beteiligt gewesen war. Am 19. Januar 1960 erstatten die damaligen Studenten Reinhard Strecker und Wolfgang Koppel im Auftrag des „Sozialistischen Deutschen Studentenbundes“ (SDS) Strafanzeige gegen Rhode und 42 weitere ehemalige NS-Justizjuristen wegen des Verdachts auf Rechtsbeugung in Tateinheit mit Totschlag. Strecker war Initiator der Ausstellung Ungesühnte Nazijustiz. Die Anzeige des SDS gegen Rhode listete sieben Todesurteile des Sondergerichts Prag auf, bei denen Rhode die Anklage vertreten hatte. Am 24. März 1960 folgte eine Strafanzeige des tschechoslowakischen Verbandes der antifaschistischen Widerstandskämpfer. Der Verband listete insgesamt 28 Verfahren auf, an denen Rhode als Staatsanwalt des Sondergerichts Prag beteiligt gewesen war. Obwohl im schleswig-holsteinischen Landesjustizministerium die Vorwürfe gegen Rhode schon lange zuvor bekannt gewesen waren, begann die Staatsanwaltschaft beim Landgericht Kiel, Rhodes frühere Wirkungsstätte, erst jetzt gegen Rhode zu ermitteln. Am 11. Mai 1960 wurde Rhode zu den Anschuldigungen gegen ihn vernommen, Anfang Dezember 1960 wurde das Ermittlungsverfahren gegen ihn eingestellt. Rhode konnte seine Karriere relativ unbeschadet fortsetzen. Zwar konnte er im schleswig-holsteinischen Justizministerium nach Eröffnung des Ermittlungmittlungsverfahrens für zwei Jahre nur mit Einschränkungen arbeiten – Schleswig-Holsteins Justizminister Bernhard Leverenz ordnete im Frühjahr 1960 an, Rhode bis auf weiteres nicht mehr mit der Überprüfung von Einzelstrafsachen zu betrauen, um keinen möglichen Anfechtungsgrund zu bieten. Rhode wurde aber gleichwohl am 20. März 1962 zum Regierungsdirektor ernannt. 1979 wurde Rhode im Rang eines Leitenden Ministerialrates pensioniert. |
| 37  | Arthur Otto Riechelmann        | Landgerichtsdirektor  | Vorsitzender Richter der 2. Strafkammer                                                                               | Mitwirkung an mehreren Todesurteilen                                                                                | Im „Alphabetical index of war criminals“ der United Nations War Crimes Commission aufgelistet. In den sechziger Jahren war er am Landgericht Hagen als Landgerichtsrat tätig. |
| 38  | Maximilian Ronke               | Oberlandesgerichtsrat | | | 1945 geriet Ronke in Gefangenschaft. Nach seiner Entlassung aus der Internierung ging er nach Hof an der Saale. Ab 1. Juni 1949 war Ronke als bundesdeutscher Richter für Zivilrecht tätig. Er wurde zunächst Amtsgerichtsrat am Landgericht Würzburg, am 1. Mai 1952 dann Landgerichtsdirektor an diesem Landgericht. Ronke war zunächst Lehrbeauftragter und ab 1957 oder 1958 Honorarprofessor für Zivilprozess- und bürgerliches Recht an der Universität Würzburg. |
| 39  | Erich Splettstösser            | Staatsanwalt          | | | In den 1960er Jahren Staatsanwalt in Hannover |
| 40  | Strach                         | Landgerichtsrat       | beisitzender Richter der 1. Strafkammer                                                                               | | Nicht bekannt |
| 41  | Josef Törnig                   | Staatsanwalt          | Staatsanwalt der 3. und 4. Strafkammer                                                                                | beantragte mindestens acht Todesurteile, die vom Sondergericht auch verhängt wurden                                 | Kriegsverbrecherliste der ČSR Nr. A-38/91; auch im „Alphabetical index of war criminals“ der United Nations War Crimes Commission aufgelistet. Über seine Entnazifizierung und seinen Verbleib nach dem Zweiten Weltkrieg ist nichts Näheres bekannt. Anfang der 1960er Jahre war Törnig als Oberstaatsanwalt in Essen tätig. Reinhard M. Strecker, Organisator der Ausstellung Ungesühnte Nazijustiz, hatte wegen des Verdachts der Rechtsbeugung in Tateinheit mit Totschlag gegen die Prager Richter und Staatsanwälte Strafanträge gestellt. |
| 42  | Wilhelm Weinelt                | Landgerichtsrat       | | | Kriegsverbrecherliste der ČSR Nr. S-8/128. Nach 1945 Amtsgerichtsrat am Amtsgericht Nürnberg |
| 43  | Wolfgang von Zeynek            | Staatsanwalt          | Staatsanwalt der 1. Strafkammer                                                                                       | | 1948 wurde von Zeynek vom Volksgericht Prag zu 15 Jahren Haft verurteilt. Er wurde nach sieben Jahren, 1955, in die BRD entlassen. Ein gegen ihn eingeleitetes Ermittlungsverfahren stellte das Landgericht Nürnberg-Fürth 1959 ein; das Gericht tat den Strafantrag als „kommunistisch gelenktes Störmanöver“ ab. An jenem Landgericht arbeitete von Zeynek ab 1960 als Landgerichtsrat. Er ging im Dezember 1962 vorzeitig in Pension. |